# Anatolij Porchunow
Anatolij Nikołajewicz Porchunow, ros. Анатолий Николаевич Порхунов (ur. 28 lipca 1928 w Moskwie, zm. 1 czerwca 1992 tamże) – rosyjski piłkarz, grający na pozycji bocznego obrońcy, reprezentant ZSRR, olimpijczyk.

## Kariera piłkarska

### Kariera klubowa
W 1949 rozpoczął karierę piłkarską w klubie WWS Moskwa. Po rozformowaniu WWW w 1952 roku przeszedł do MWO Moskwa, a w następnym roku do Łokomotiwu Moskwa. Na początku sezonu 1954 został zaproszony do CDSA Moskwa, w którym występował przez 4 lata. Zakończył karierę piłkarską w 1962, broniąc barw drużyny wojskowej Grupy Wojsk Radzieckich w Niemczech.

### Kariera reprezentacyjna
6 marca 1955 zadebiutował w reprezentacji Związku Radzieckiego w spotkaniu nieoficjalnym z reprezentacją Indii wygranym 3:0. Ponadto występował w olimpijskiej reprezentacji Związku Radzieckiego, w składzie której zdobył złoty medal na Olimpiadzie w Melbourne 1956.
Zmarł w czerwcu 1992 roku w Moskwie.

## Sukcesy i odznaczenia

### Sukcesy klubowe
- brązowy medalista mistrzostw ZSRR: 1955, 1956
- zdobywca Pucharu ZSRR: 1955

### Sukcesy reprezentacyjne
- złoty medalista Igrzysk Olimpijskich: 1956

### Sukcesy indywidualne
- wybrany do listy 33 najlepszych piłkarzy ZSRR: Nr 2 (1956)

### Odznaczenia
- tytuł Mistrza Sportu ZSRR